# Luigi Andreoni
Luigi Andreoni (Vercelli, 1853 - Montevideo, 1936) fou un arquitecte i enginyer uruguaià d'origen italià.

## Biografia
Educat a Torí, es graduà el 1875 i a l'any següent es traslladà a l'Uruguai. Va ser representant de l'eclecticisme historicista a Montevideo, una ciutat que mirava a Europa com a model a seguir. Andreoni va construir nombrosos edifics a la capital uruguaiana, amb la característica de la belle époque.
Destaquen les seves obres:
- Ospedale Italiano Umberto I (1884-1890).
- Club Uruguay (1888).
- Teatre Stella d'Italia (1895) (actualment, Teatre La Gaviota).[1]
- Estació Central de trens, inaugurada el 1897.

També va formar una col·lecció d'arqueologia clàssica, conservada actualment al Palau Taranco.